# Massimo Rovellini
Massimo Rovellini (Legnano, 6 novembre 1961) è un allenatore di calcio ed ex calciatore italiano, di ruolo centrocampista, tecnico del Morazzone.
Viene talvolta indicato come Rovellini II per distinguerlo da Carlo Rovellini (Rovellini I), altro giocatore del Legnano.

## Carriera

### Giocatore

#### I primi anni e l'esordio con la Pro Patria
Crebbe calcisticamente nel Gruppo Sportivo Mario Roncalli di Legnano, ma non fu ritenuto sufficientemente abile dai responsabili delle giovanili del Legnano che lo scartarono. Nel 1976 Rovellini passò alle giovanili della Pro Patria, con la quale esordì sul finale di campionato con Urano Navarrini allenatore, poco più che sedicenne nel campionato 1977-1978 in Serie C. Dopo un'altra presenza ottenuta nella stagione successiva, con Vittorino Calloni come allenatore, nel 1979-1980 entrò a far parte della prima squadra, disputando 17 gare di campionato con Eldino Danelutti che gli dà fiducia.
Nella stagione 1980-81 sulla panchina della Pro Patria, arriva Norbert Hofling, per impostare il programma di rilancio dei biancoblù. Massimo Rovellini disputa praticamente tutta la stagione con 32 presenze e siglando il suo primo gol con la maglia tigrotta; al termine della stagione saranno poi tre i centri. Con i suoi lanci e cross, contribuisce a far vincere la classifica cannoniere a Giancarlo Bardelli, che al termine dell'annata segna 22 reti senza rigori.
Nella stagione seguente con la Pro Patria, che punta al salto di categoria, è uno dei giocatori su cui Hofling costruisce la squadra che viene poi affidata a Leo Siegel. Rovellini è il giocatore più positivo della stagione con 33 presenze e 6 reti. Rovellini rimase con la Pro Patria fino all'estate 1982, giocando complessivamente 84 gare, siglando 9 reti e vincendo il Campionato, portando i biancoblù in Serie C1.

#### L'esordio in A, i prestiti e le stagioni al Legnano
Nel 1982 il centrocampista con il compagno di squadra Mariano Marchetti, fu acquistato dal Cagliari, militante in Serie A: esordì in massima serie il 12 settembre 1982 nella gara Cagliari-Roma (1-3) e disputò 23 incontri in totale, realizzando 1 goal in Coppa Italia contro il Palermo. Anche se la formazione sarda retrocedette in Serie B. Nelle due successive annate di Serie B Rovellini totalizzò altre 2 presenze. Fu poi mandato in prestito al Messina, nuovamente in Serie C, dove siglò sette reti in 22 gare. L'annata seguente giocò ancora una gara con il Cagliari prima di essere ceduto nuovamente in prestito, questa volta al Francavilla, nella quale in 19 incontri mise a segno due gol.
Nel 1985 fu ceduto al Pescara, ma dopo una sola gara nella serie cadetta cambiò nuovamente casacca approdando nel novembre dello stesso anno al Cosenza, in Serie C1, dove siglò tre reti in 27 gare. Nell'estate del 1986 fu acquistato dal Legnano, squadra della sua città, dove disputò il campionato di Serie C1 1986-1987. Rovellini rimase con i lilla fino al 1990, disputando 129 partite in cui mise a segno 33 reti.

#### Gli anni nelle serie minori e il ritiro
Nel 1990 il centrocampista legnanese cambiò ancora una volta maglia, accettando l'ingaggio della Solbiatese in Serie C2, dove rimase per cinque stagioni fino al 1995, sfiorando la vittoria del campionato nello spareggio allo stadio Bentegodi di Verona contro la formazione della Spal: complessivamente, con i nero-azzurri marcò 36 reti in 155 gare di campionato.
Nell'estate 1995 scese ulteriormente di categoria, giocando in Interregionale e passando di annata in annata prima al Borgosesia, poi al Verbania e al Corbetta, per giocare nuovamente nel 1998-1999 nel Legnano, dove segnò quattro reti in 24 partite e diventando l'ottavo cannoniere di sempre della storia del club.
Nel 1999-2000 si accasò al Borgomanero in interregionale, dove rimase per due anni siglando 9 reti in 34 gare fino al novembre del 2001 prima di passare al Robbio in Eccellenza: lasciò la squadra lombarda nell'estate del 2002 per arrivare (sempre in Eccellenza) all'Arona dove, dopo due stagioni in cui marcò dieci reti in 50 gare, pose termine alla sua carriera di calciatore all'età di 41 anni.

### Allenatore
Subito dopo il ritiro dal calcio giocato, Rovellini intraprese la carriera di allenatore, iniziando in Eccellenza: nel 2003-2004 con la Sestese, passando poi al Verbano (sempre in Eccellenza)..
Nel 2005 rientrò nella squadra del suo esordio, la Pro Patria, come allenatore della formazione Berretti e secondo allenatore della prima squadra allenata da mister Discepoli: nel 2006-2007 guidò invece l'Olgiate Olona e l'anno dopo la Sommese, portando entrambe le formazioni alla vittoria dei rispettivi campionati di Promozione.
Nell'estate del 2008 raggiunse l'accordo per allenare il Gavirate, portando la squadra alla finale dei play off. Nella stagione successiva rimase a Gavirate fino al 24 novembre, quando venne esonerato (malgrado la squadra fosse nelle prime posizioni della classifica) per divergenze con la società. Nel maggio del 2010 accettò la panchina della Castellanzese per la stagione 2010-2011, dalla quale però venne esonerato nel marzo 2011.
Nel settembre 2011 viene chiamato ad allenare il Legnano e vince due campionati consecutivi, uno in prima categoria e il secondo in promozione, per poi essere esonerato nel marzo 2014 in Eccellenza per divergenze con il presidente, malgrado il secondo posto in classifica dietro l'OltrepoVoghera con 50 punti in venti partite. Nel novembre 2015 viene chiamato dalla Sestese, in Eccellenza, a risollevare le sorti di una squadra penultima in classifica, portandola alla salvezza tramite lo spareggio con il Mariano Calcio. Nell'annata 2017 torna a Legnano in Eccellenza, mentre nelle annate 2018 e 2019 viene chiamato dal Mariano a Ottobre sempre in Eccellenza con la squadra penultima in classifica e per ben due volte la porta alla salvezza senza passare dai Play out.
Nel 2020 viene ingaggiato come nuovo allenatore del Valle Olona.
Nel 2024 passa al Morazzone.

## Palmarès

### Giocatore

#### Competizioni regionali
- Fase regionale piemontese della Coppa Italia Dilettanti: 1

Arona: 2001-2002

### Allenatore

#### Competizioni regionali
- Prima Categoria: 1

Legnano: 2011-2012
- Promozione: 1

Legnano: 2012-2013